# Clorur de níquel(II)
El clorur de níquel(II) és el compost químic amb la fórmula química NiCl₂. La seva sal anhidra és de color groc, però és més corrent la hidratada NiCl₂·6H₂O la qual és de color verd. En general el clorur de níquel(II), en diverses formes, és la font de níquel més important per a la síntesi química. Els clorurs de níquel són deliqüescents, absorbeixen humitat de l'aire per formar una solució. Les sals de níquel són una producte carcinogen.

## Producció i síntesi

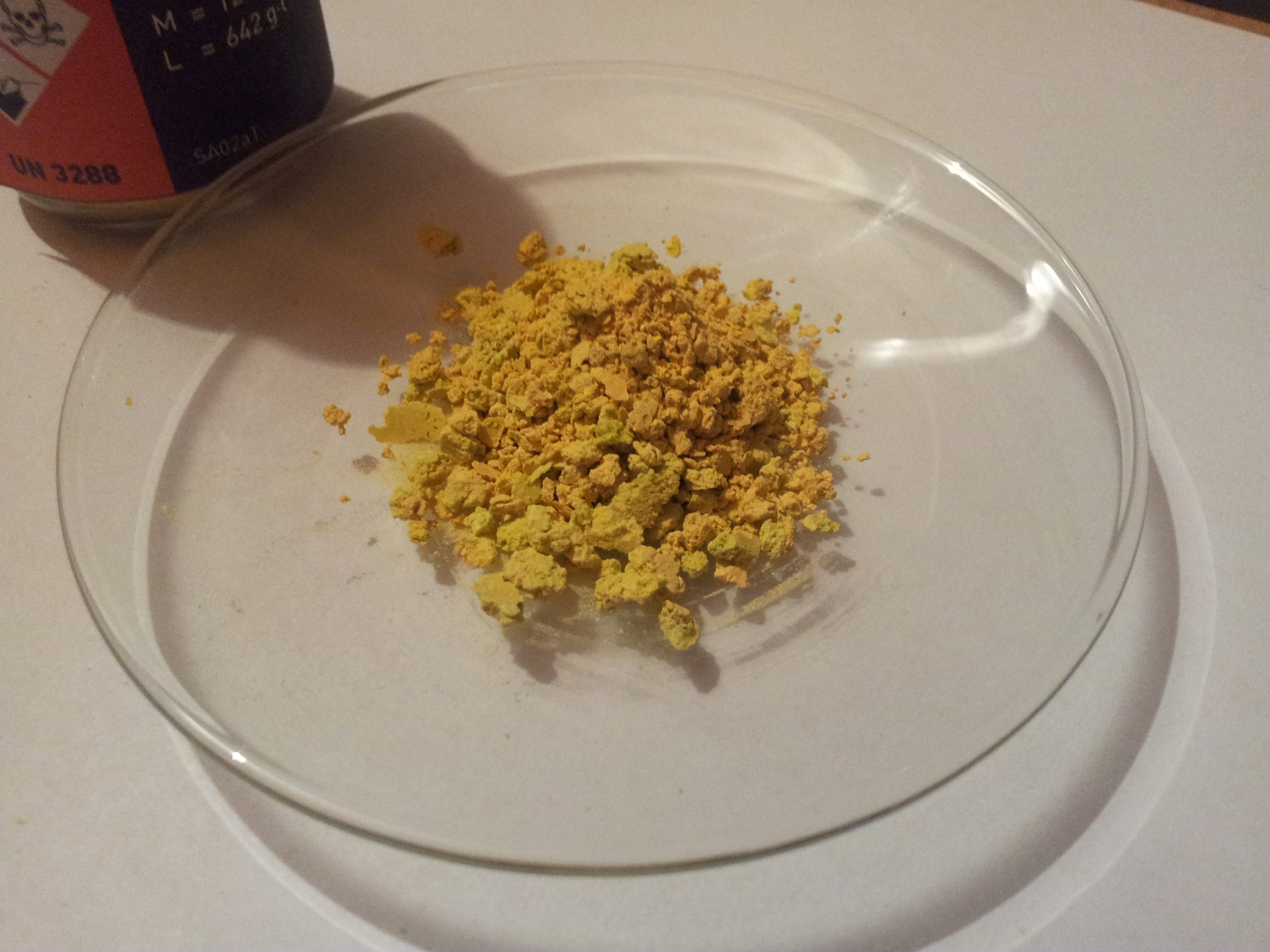
Mostra de clorur de níquel(II) anhidre

A gran escala es fa extraient amb àcid hidroclòric el níquel de la metal·lúrgia i de les menes minerals que contenen níquel.

### Aplicacions en la síntesi orgànica
El NiCl₂ i el seu hidrat de vegades són útils en la síntesi orgànica.
- Com àcid Lewis suau, p. e. per la isomerització regioselectiva de dienols:

- En combinació amb CrCl₂ per acoblar un aldehid i un iodur vinílic per a donar alcohol al·lílic.
- Per a reduccions selectives en presència de LiAlH₄, p.e. per la conversió d'alquens a alcans.
- Com a precursor del borur de níquel, preparat in situ a partir de NiCl₂ i NaBH₄. *Com catalitzador:

ArI + P(OEt)₃ → ArP(O)(OEt)₂ + EtI

## Seguretat
El clorur de níquel(II) és irritant per ingestió, inhalació, contacte amb la pell i contacte amb els ulls. Una exposició perllongada al níquel i els seus compostos s'ha demostrat que produeix càncer.